# Maurice Margarot

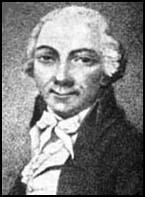
Porträt von Maurice Margarot

Maurice Margarot (* 1745 in Devon; † 11. November 1815 in London) war ein Reformer und bedeutendes Mitglied der London Corresponding Society, einer Organisation, die sich für bürgerliche Rechte und die Abschaffung der Monarchie in England einsetzte. Er war einer der ersten politischen Sträflinge, die nach Australien deportiert wurden. Er war einer von fünf sogenannten Schottischen Märtyrern.

## Frühes Leben
Maurice Margarot war der Sohn eines Kaufmanns, der mit Wein und anderen Gütern im Vereinigten Königreich, in Frankreich und Portugal handelte. Er soll französischer Abstammung gewesen sein, wurde in Devon geboren und am 27. August 1749 in Lissabon, Portugal getauft. Die meiste Zeit in seinem frühen Leben verbrachte er in London. Die Familie und auch Maurice Margarot begleitete den Vater auf seinen Geschäftsreisen im Ausland. Maragrot studierte an der Universität Genf und weilte ab Anfang 1789 in Frankreich.

## Politisches Leben

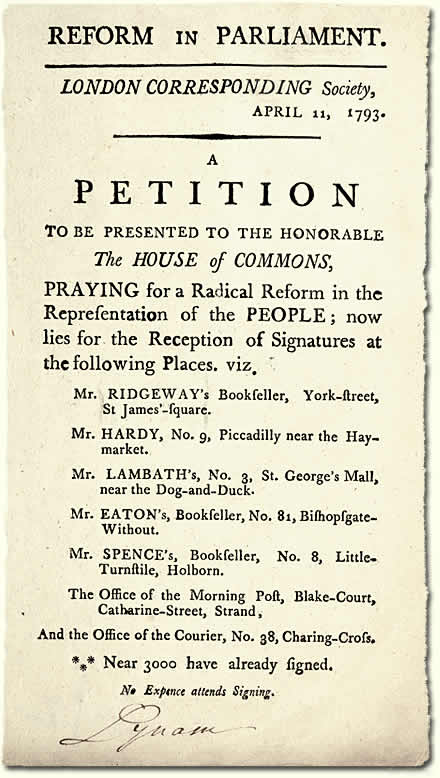
Petition der London Corresponding Society an das House of Commons.

In Frankreich kam er in Kontakt zu führenden Persönlichkeiten der Französischen Revolution, deren Ideen ihn beeinflussten. Im frühen 1792er Jahr wurde er Mitglied der London Corresponding Society. Diese Organisation verfolgte ähnliche politische Ziele wie die revolutionären Führer in Frankreich. Margarot war einer der Gründer der London Corresponding Society, bestimmte ihren politischen Kurs und wurde zum Präsidenten gewählt. Er und Joseph Gerrald (1752–1832) verfassten Flugblätter für finanzwirtschaftliche und wahlpolitische Reformen, plädierten für die Verkleinerung der Parlamente und traten für einen freien Handel ein.
Nachdem Margarot und Gerrald ihre politischen und sozialen Ideen auf einer Versammlung der British Convention of the Friends of the People in Edinburgh vorgestellt hatten, wurden beide verhaftet, angeklagt und zu 14 Jahren Sträflingsarbeit in Australien verurteilt.

## Leben in der Sträflingskolonie Australien
Nach seiner Verurteilung wurde Margarot mit weiteren drei sog. Schottischen Märtyrern Thomas Muir, William Skirving, Thomas Fyshe Palmer auf der Surprize, deportiert, ein Schiff der Second Fleet. Joseph Gerrald, der fünfte der Märtyrer, kam ein Jahr später auf einem Sträflingstransportschiff nach Australien. Auf diesen Schiffen starben zahlreiche Sträflinge wegen mangelnder Krankenpflege, nicht ausreichender Verpflegung und unmenschlicher Behandlung. Diese Flotte wurde auch Dead Fleet (Todesflotte) genannt. Nach einem Monat erlitt Margarot auf dem Schiff Surprize einen Nervenzusammenbruch. Im Verlauf dieses Vorfalls verriet er die Planung der fünf Märtyrer für eine Meuterei, die ihn aus ihrer Gruppe ausschlossen. Zur Strafe für ihre Pläne kürzte man den fünf die Essensrationen, bis sie nach fünf Monaten Schifffahrt in Australien ankamen.
Margarot war einer der ersten politischen Sträflinge, die nach Australien transportiert wurden. Politische Sträflinge in eine englische Kolonie zu transportieren fand zum ersten Mal in der englischen Geschichte statt. Diese Praxis wurde später aufgegeben, weil sich politische Sträflinge in Australien auch weiterhin für die Veränderungen sozialer und politischer Verhältnisse engagierten.
Nach seiner Ankunft in Australien beantragte Margarot beim Vizegouverneur Francis Grose die Aufhebung seines Urteils. Dies wurde abgelehnt. Die politischen Sträflinge wurden von den Offizieren in Australien als Männer mit Fähigkeiten und Bildung geschätzt, sie mussten keine schwere körperliche Arbeiten verrichten. Dies war bei anderen Sträflingen nicht der Fall. Seine Frau durfte mit ihm auf dem Schiff nach Australien reisen und ihnen wurde ein Haus zur Verfügung gestellt. Dies war anderen Sträflingen nicht möglich und sie führten ein durchaus angenehmes Leben.
In Briefen, die er an seine Freunde und an das britische Colonial Office richtete, kritisierte er die in der Kolonie tätigen Offiziere, da diese vor allem ihren eigenen wirtschaftlichen Interessen nachgingen, die Siedler nicht unterstützten und dies nicht von der Kolonialverwaltung untersagt werde. Die korrupten Offiziere wiederum bezichtigten ihn deshalb der Volksverhetzung. Es wird vermutet, dass Margarot von der Vorbereitung des Aufstands von Castle Hill im Jahr 1804 beteiligt war, bzw. davon wusste.
William Bligh erhielt erst im Jahr 1808 den Auftrag die korrupten Machenschaften der Offiziere, die auch als Rum Chorps bezeichnet wurden, zu unterbinden. Als er dagegen vorgehen wollte, entwickelte sich die sog. Rum Rebellion.
Alle englischen Gouverneure, die in der Zeit in Australien Dienst verrichteten, pflegten Kontakte zu Margarot. Es wird angenommen, dass er ihnen als Informant über politische Entwicklungen in der Kolonie diente. In manchen Veröffentlichungen wird er auch als Spion der Kolonialregierung bezeichnet. Robert Hughes (1938–2012) bezeichnet ihn in seinem Buch The Fatal Shore als einzigen schottischen Jakobiner, der zur damaligen Zeit nach Australien kam. Nicht bezweifelt wird, dass Margarot für soziale Gerechtigkeit eintrat, und dass mit ihm die „intellektuelle Linke“ nach Australien kam.

## Rückkehr nach England
Nach 17 Jahren Aufenthalt kehrte Margarot nach England zurück. Er sagte im Jahr 1812 als Zeuge in der parlamentarischen Untersuchung über die Deportation von Sträflingen nach Australien aus. Die Deportation wurde in England Transportation genannt. Er verfasste zwei Broschüren: Thoughts on Revolution (1812) und Proposal for a Grand National Jubilee (Datum unbekannt), in denen er seine politischen Thesen darlegte. Im Jahr 1815 starb er völlig verarmt in London.

## Mahnmale
Das Political Martyrs Monument, ein 27 Meter hoher Obelisk aus Sandstein, der sich auf dem Old Calton Burial Ground auf dem Calton Hill in Edinburgh befindet, trägt gemeinsam mit den vier sog. Schottischen Märtyrern seinen Namen. Dies ist auch auf einem Mahnmal aus Metall in Huntershill Village der Fall. Sein Name und der Name seiner Frau befinden sich auf dem Burdett Coutts Memorial Sundial auf dem Old St Pancras Churchyard in London.

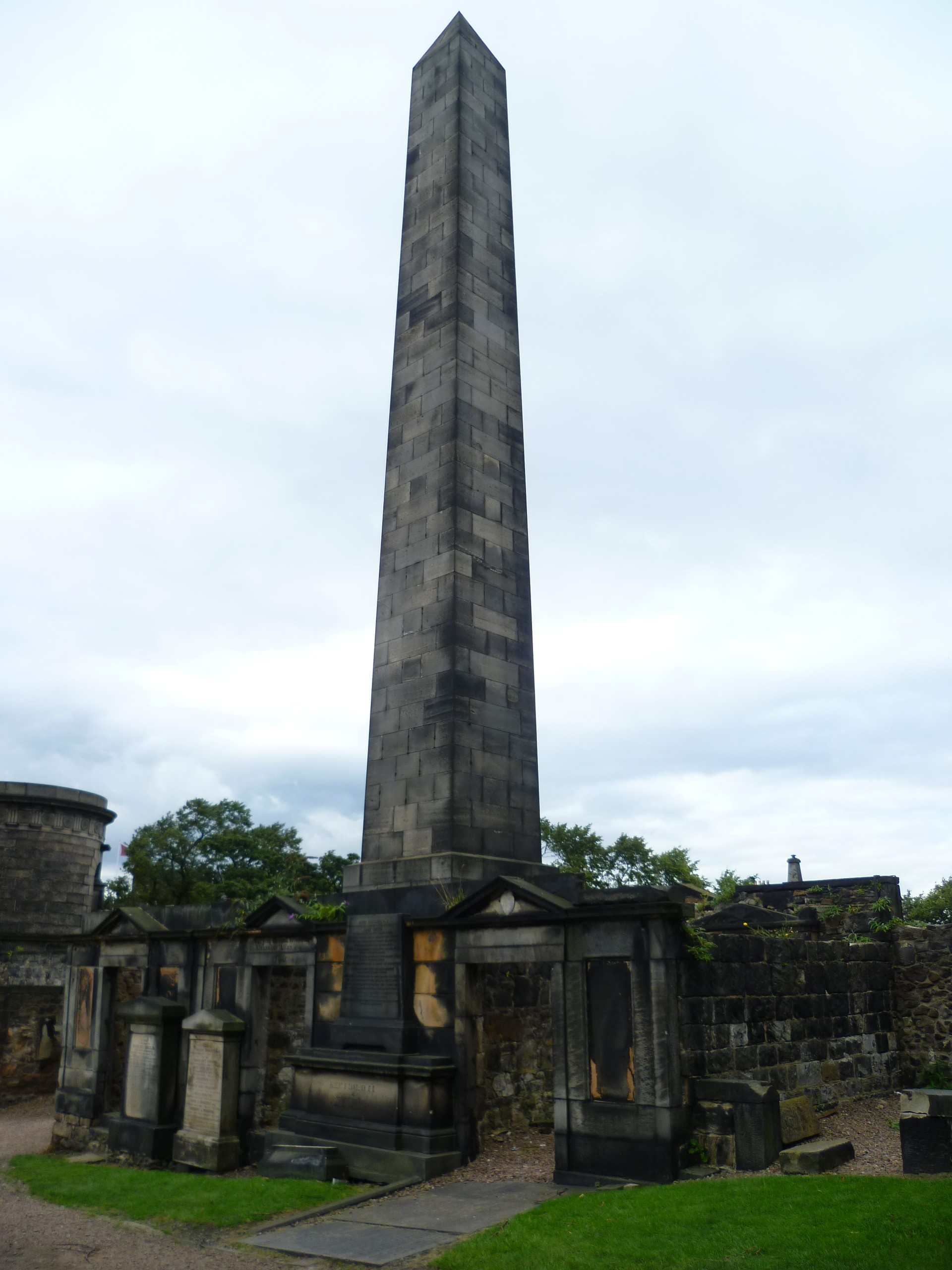
Sandstein-Obelisk in Edinburgh
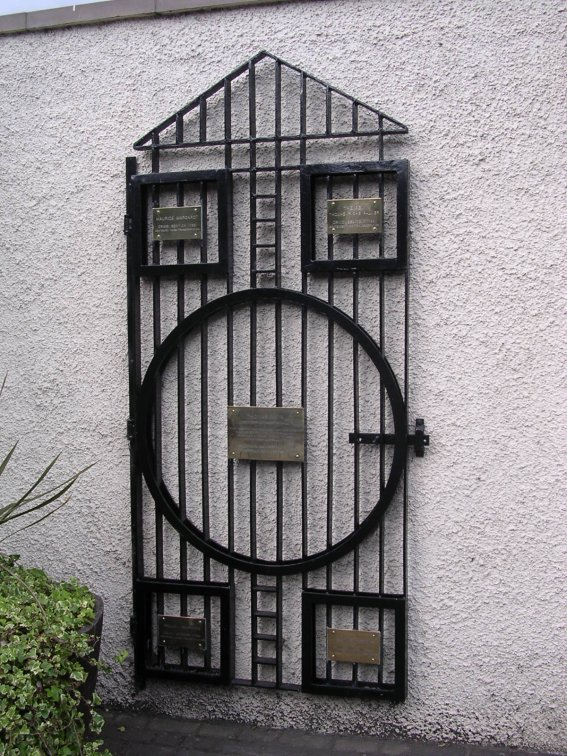
Mahnmal in Form eines Tores in Huntershill Village
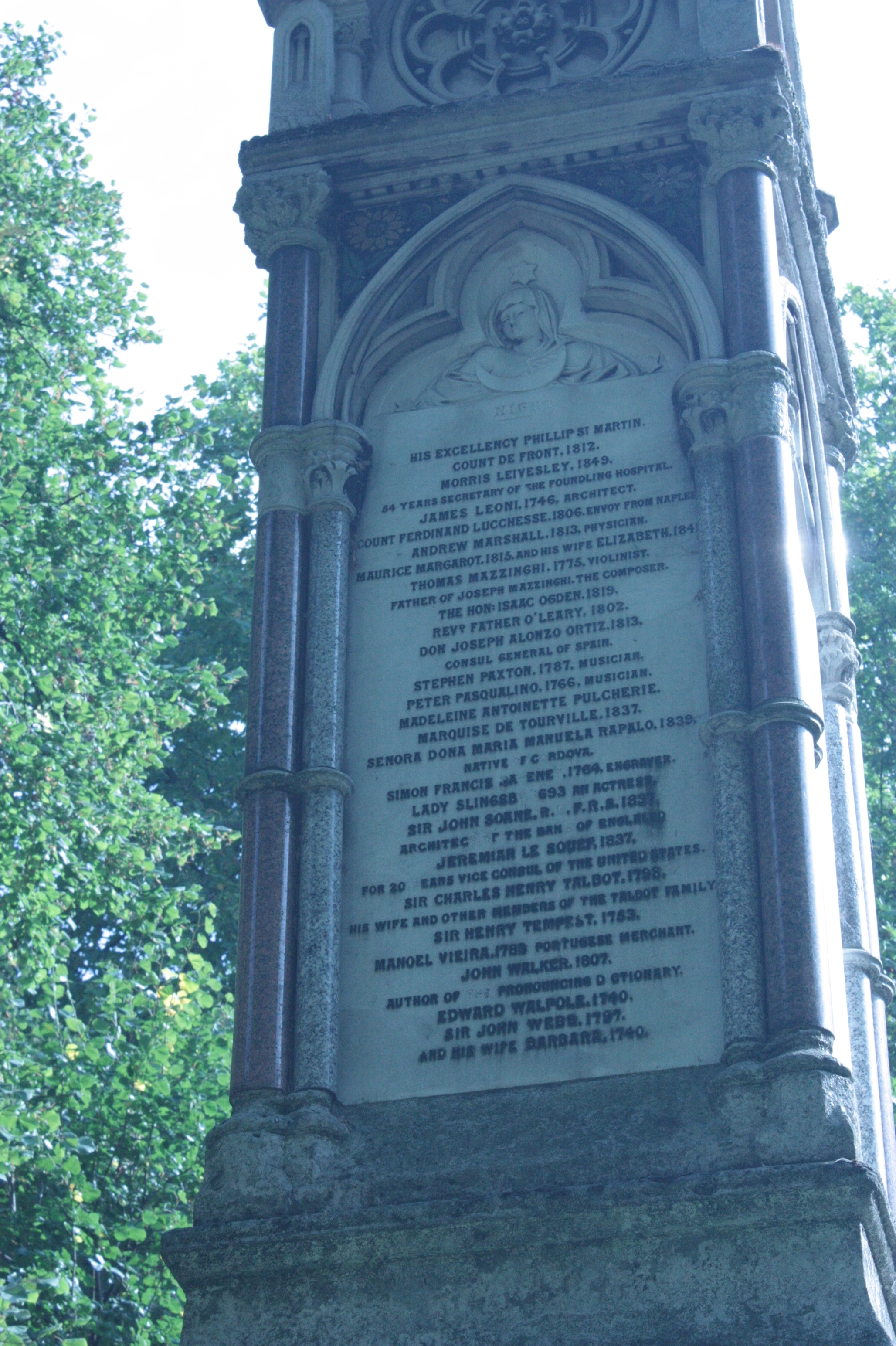
Das Burdett Coutts Memorial Sundial auf dem Old St Pancras Churchyard in London